# Деметрий III Эвкер
Деметрий III Эвкер (Филопатор) (ум. 88 до н. э.) — царь Сирии (в 95—88 до н. э.) из рода Селевкидов. Сын Антиоха VIII Грипа.
При содействии египетского царя Птолемея X около 95 года до н. э. Деметрий возвратил часть отцовских владений Сирии, двор его находился в Дамаске, откуда он пытался расширить свои территории. Во время восстания в Иудее, восставшие призвали к себе Деметрия на помощь. Он явился к ним с тремя тысячами всадников и сорока тысячами пехотинцев и разгромил хасмонейского царя Александра I Янная. Разбитый царь скрылся в горах, но часть иудеев перешла на его сторону. Из-за враждебности еврейского населения Деметрий вынужден был покинуть Иудею. В итоге неудачных действий Птолемеи утратили власть над хранившим им до той поры верность Ашкелоном.
Пытаясь свергнуть с трона своего брата Филиппа I Филадельфа в 88 году до н. э., Деметрий был побеждён арабами и парфянами и захвачен в плен. Остаток жизни провёл в Парфии в плену у царя Митридата II.